# Stimme (Musik)
Der Ausdruck Stimme (lateinisch vox, italienisch voce, altgriechisch φωνή phōnḗ) im musikalischen Tonsatz bezeichnet eine zusammenhängende Folge von Tönen, unabhängig davon, ob sie von einer Singstimme, einem Melodieinstrument oder als Teil eines mehrstimmigen Satzes, etwa auf einem Harmonieinstrument, vorgetragen wird. Wenn sie sich nach den Gesetzen der Stimmführung bewegen, können mehrere solcher Stimmen harmonisch zusammenklingen. Daher unterscheidet man einstimmiges und mehrstimmiges Musizieren (siehe Polyphonie) oder Hauptstimme und begleitende Stimmen.
Wenn mehr als zwei Stimmen zusammenklingen, erfordert dies in der Regel eine schriftliche Festlegung (Notation). Dabei wird eine Folge von Noten von der individuellen Klangfarbe und dem individuellen Aufführungszusammenhang abstrahiert: Man meint keine konkrete, klingende Stimme, sondern vielmehr eine Spielanweisung, die mehr oder weniger exakt ausgeführt und verschieden interpretiert werden kann. Als „Stimmbuch“, „Part“ oder „Einzelstimme“ wird ein schriftliches Dokument bezeichnet, in dem eine einzelne Stimme einer mehrstimmigen Komposition aufgezeichnet ist: Während der Dirigent eines Orchesters aus der Partitur liest, in der alle Stimmen untereinander aufgeführt sind, benötigen die Musiker nur ihre eigene „Stimme“ – die etwa bei der Solostimme eines Klavierkonzerts durchaus mehrstimmig sein kann, auch wenn sie von einem einzigen Musiker ausgeführt wird.

## Geschichte
Das deutsche Wort Stimme im musikalischen Zusammenhang ist die Übersetzung des lateinischen vox und bezeichnet ursprünglich den einzelnen Ton. In der frühen Mehrstimmigkeit ist eine notierte Tonfolge eine „Stimme“. So wurden geistliche und weltliche Melodien durch rhythmische Veränderungen oder hinzugefügte Schlussformeln zu Stimmen gemacht, um sie etwa als Cantus firmus mehrstimmig zu verarbeiten. Die Grundstimme hieß Cantus, die Gegenstimme Organum. Die bis heute gelehrte Basis der Mehrstimmigkeit, vierstimmiger Satz der Stimmlagen im Chor, bildete sich im 15./16. Jahrhundert heraus.
Lateinische Stimmbezeichnungen in der Vokalmusik der Renaissance sind Cantus, Discantus, Superius, Triplex, Medius, Altus, Contratenor, Tenor, Bassus, Quintus, Sextus.